# 孔宗願
孔宗願，字子庄，孔子第四十六代孙，孔延泽之子，第一代衍圣公。生卒年月不详。四十六代文宣公孔圣佑从弟。子四，孔若蒙、孔若虚、孔若愚、孔若拙。

## 生平
孔圣佑在三十岁时逝世，无子，孔宗愿袭爵。北宋仁宗天圣年间，宗愿以其叔父孔道辅之功，补太斋郎。宝元二年（1039年）授国子监主簿，袭封文宣公，知仙源县事（宋代曲阜县曾改为仙源县）。至和二年（1055年）直集贤院，曾上书申明历代对孔子及其嫡裔封号的混乱状况，建议革唐代之失误，法汉代之旧制，改至圣文宣王四十六代孙孔宗愿为衍圣公。获准。后任尚书比部员外郎，通判潍州，卒于官，年六十三。
孔子嫡长孙衍圣公之封号，从此相沿至民国，持续800余年。 

## 孔宗愿墓
位于山东曲阜孔林孔子墓西南，内红墙以西约五十米处。封土东西十一米，南北十二米，高二点六米，为中型坟冢。墓前石碑两通。前碑为圆首，楷书“宋故四十六代衍圣公尚书比部员外郎通判潍州事子庄先生墓”，清乾隆三十四年（1769年），袭封衍圣公孔昭焕、二十四代孙继汾、继涑指孔宗愿至孔继汾，共二十四代。立石。后小碑，宋代刻篆，圆首长条形，篆书“比部员外郎袭封衍圣公之墓”，杨元刻石